# هانس غروبر
هانس غروبر (بالألمانية: Hans Gruber)‏ (4 يونيو 1905 - 9 أكتوبر 1967) هو لاعب كرة قدم ألماني في مركز الوسط، شارك في الألعاب الأولمبية الصيفية 1928. وشارك مع منتخب ألمانيا لكرة القدم. أما مع النوادي، فقد لعب مع آينتراخت دويسبورغ ونادي دويسبورغ.

## وصلات خارجية
- هانس غروبر على موقع قاعدة بيانات كرة القدم.إي يو (الإنجليزية)
- هانس غروبر على موقع ناشيونال فوتبول تيمز (الإنجليزية)
- هانس غروبر على موقع عالم كرة القدم.نت (الإنجليزية)
- هانس غروبر على موقع أوليمبيديا (الإنجليزية)